# Гербовник Шайблеров
Гербовник Шайблеров (нем. Das Scheiblersche Wappenbuch) — немецкий рукописный гербовник, начатый в XV веке и дополненный в XVI—XVII веках.
Название гербовника происходит от фамилии его многолетних владельцев — рода фрайхерров фон Шайблер из Рейнланда. Ныне он хранится в Баварской государственной библиотеке в Мюнхене.
Гербовник Шайблеров состоит из двух частей. Первая, более старая возникла около 1450—1480 г. и содержит 470 полностраничных нарисованных в стиле поздней готики гербов. Вторая, относящаяся к XVI—XVII векам, содержит 148 гербов, часть из которых остались незаконченными.
Гербовник Шайблеров вмещает гербы правящих родов СРИ, высшей аристократии и рыцарства Баварии, Франконии, Эльзаса, Майсена, Рейнланда, исторических Нидерландов, Саксонии, Шлезвига, Лотарингии, Бургундии, Швабии, Штирии, Австрии, Тироля, Тургау, регионов Хегау, Боденского озера, Швейцарии и др.

Примеры гербов
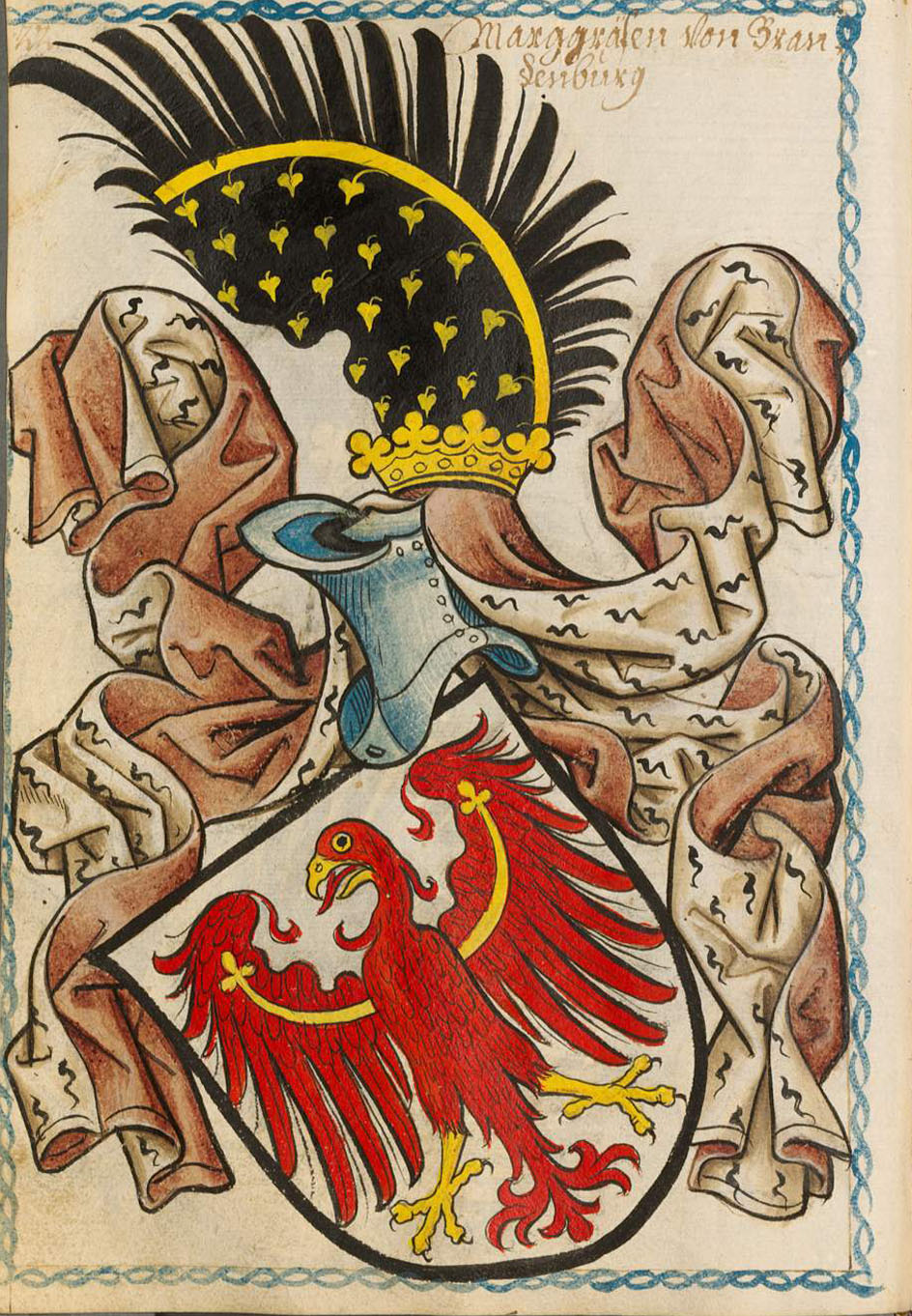
Герб маркграфов Бранденбурга
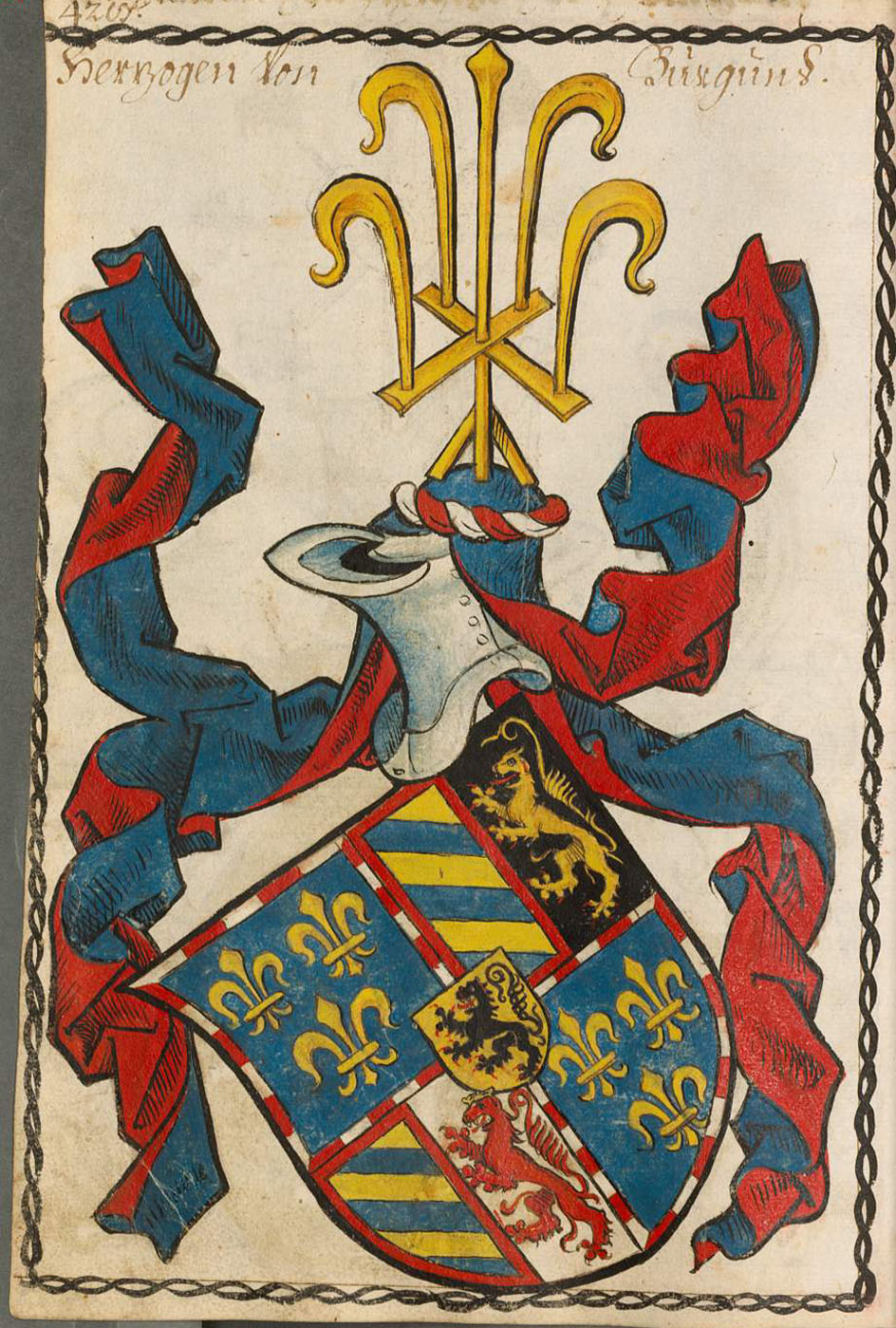
Герб герцогов Бургундских
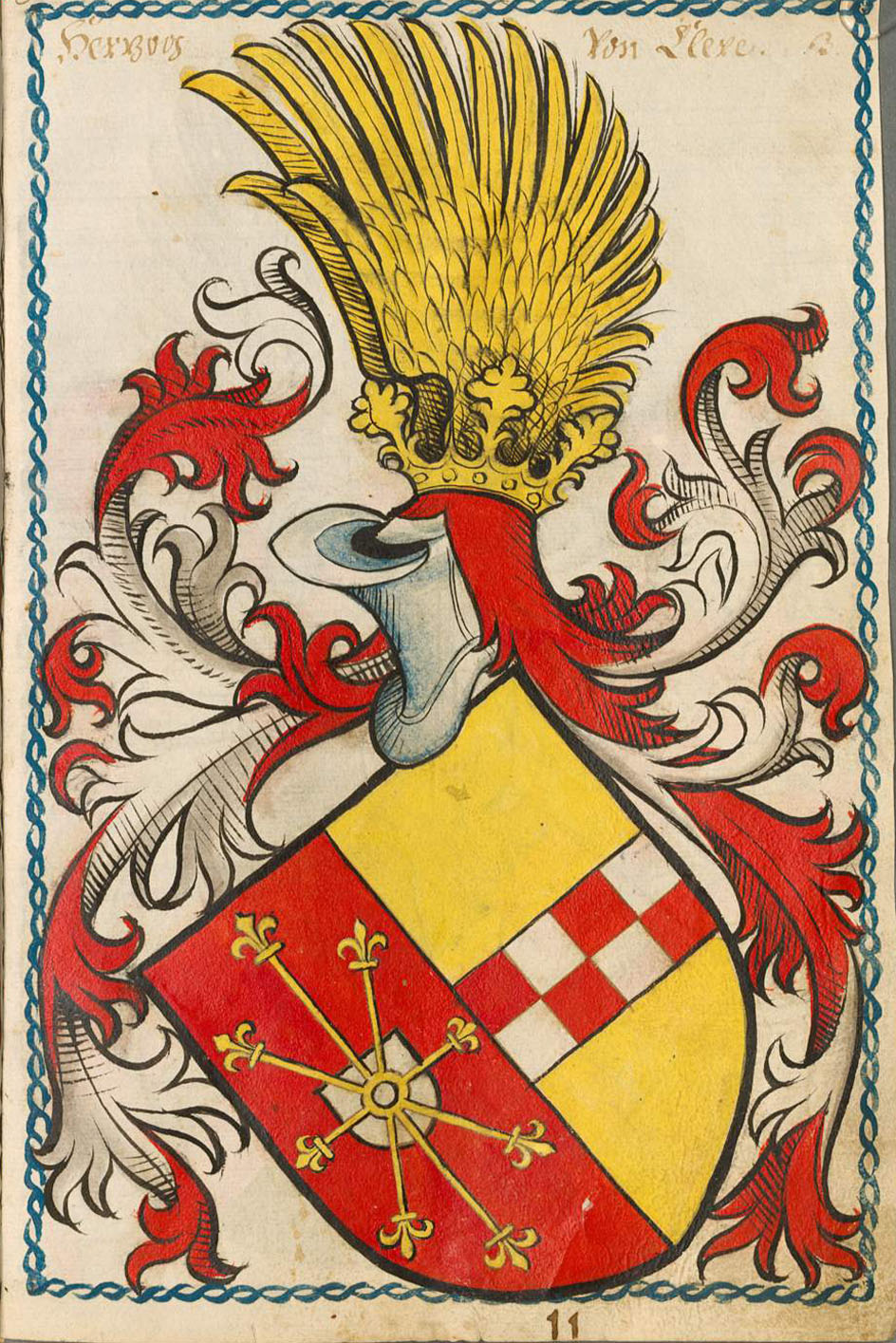
Герб герцогов Клевских
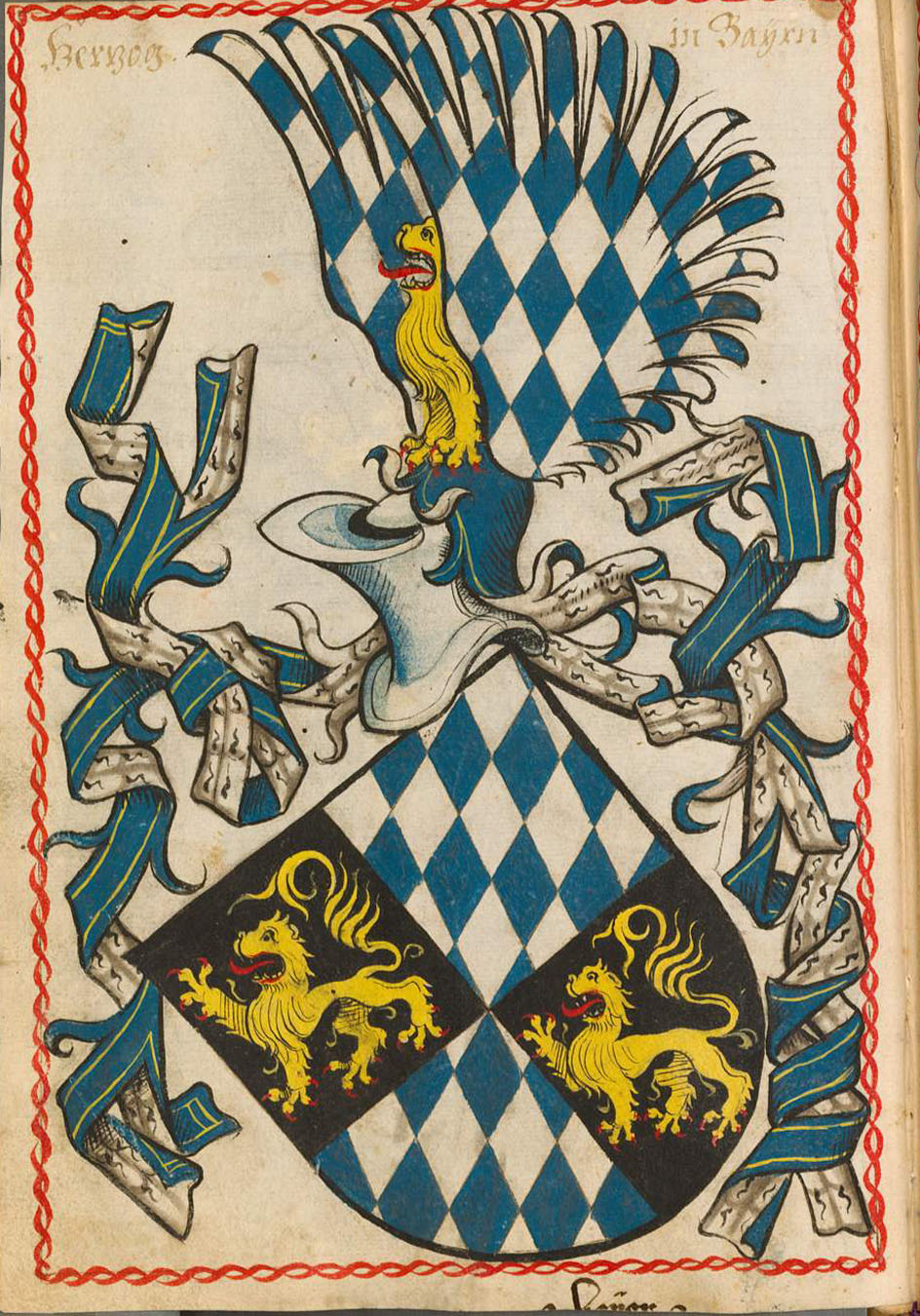
Герб герцогов Баварии
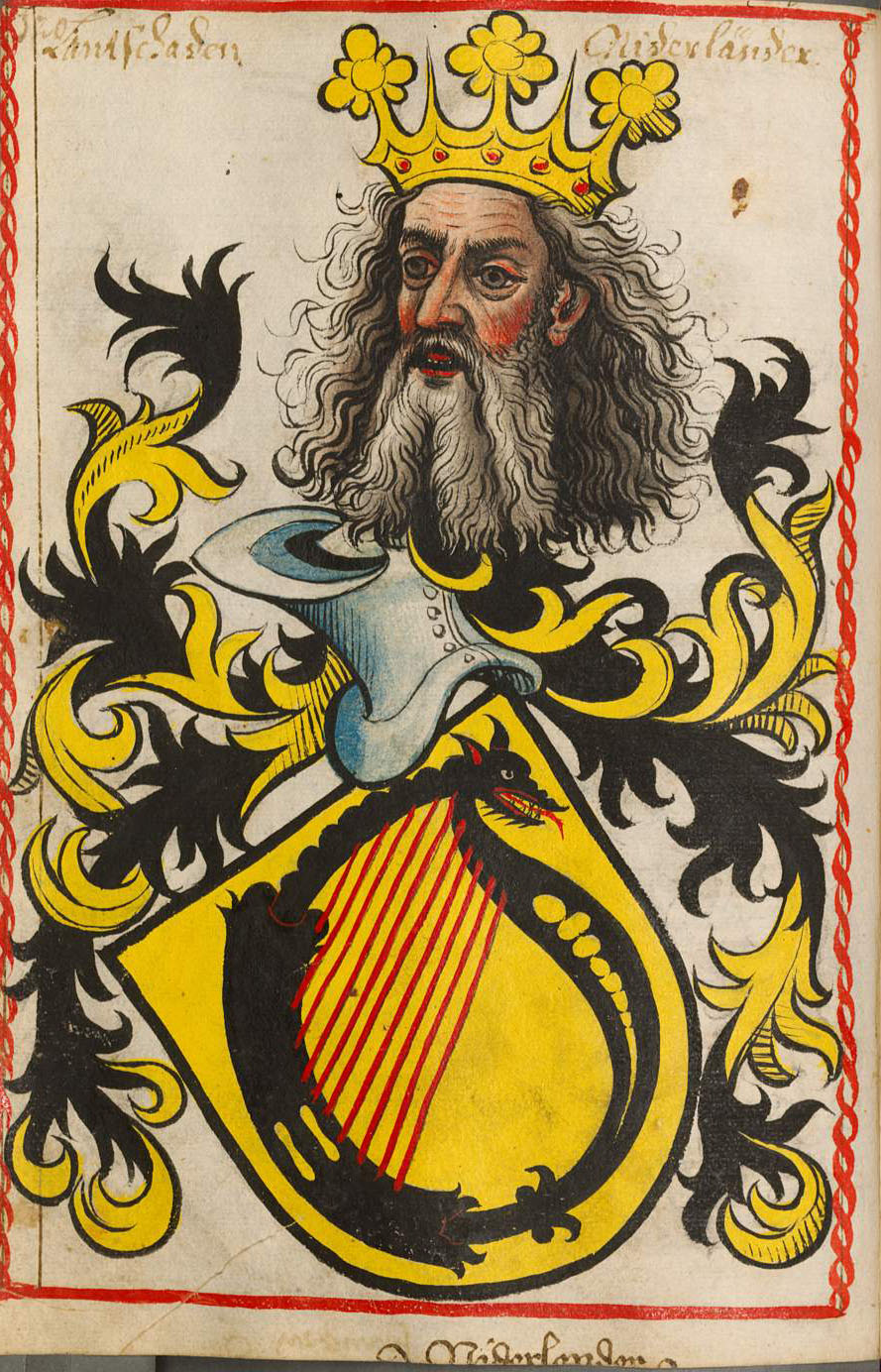
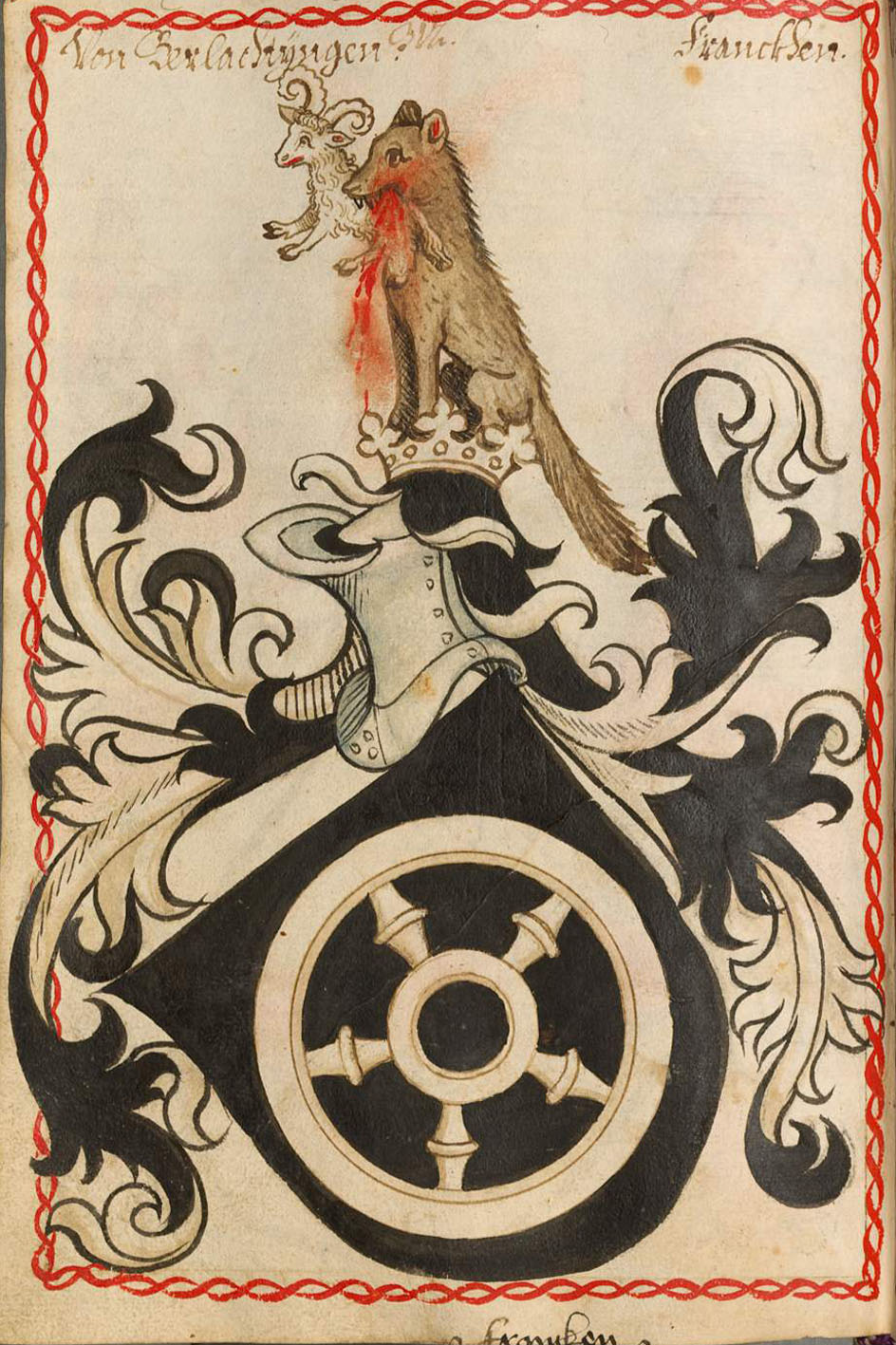
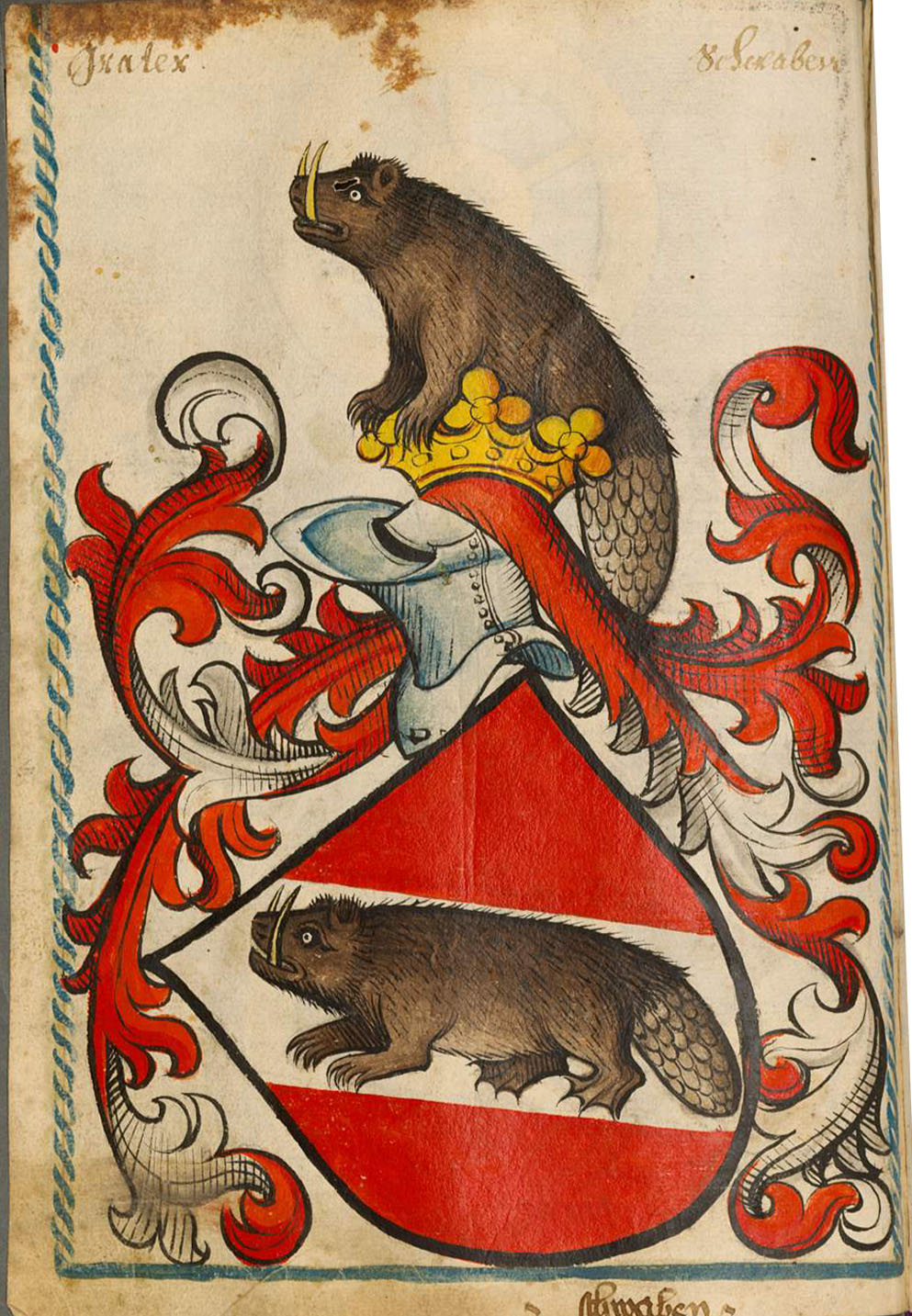
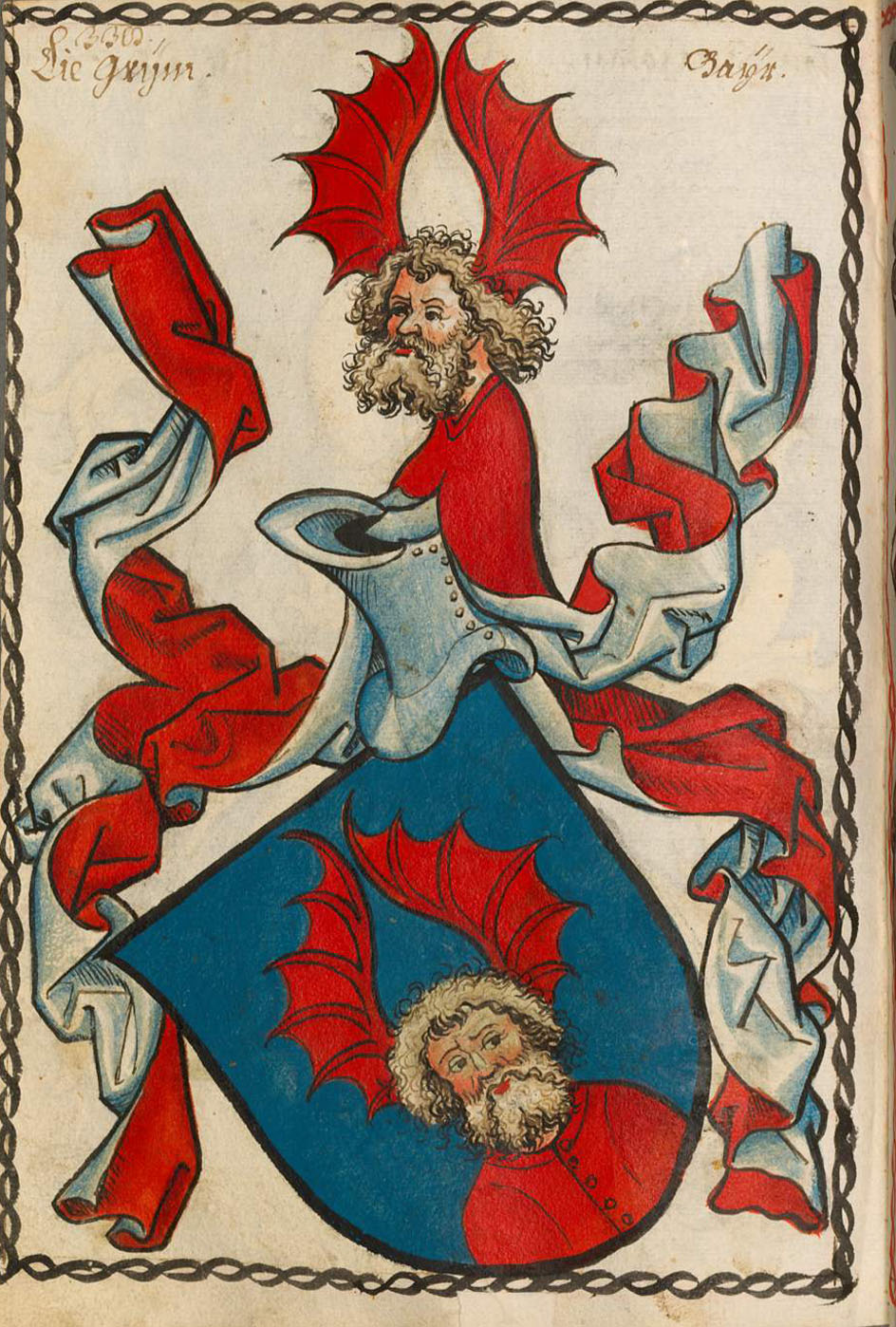